# Adolfo Cancani
Adolfo Cancani (Roma, 1856 – 1904) è stato un geofisico italiano.
Lavorò all’Osservatorio geodinamico di Rocca di Papa e all' Ufficio centrale di meteorologia e geodinamica; nel 1908, in seguito al devastante terremoto che colpì Messina, aggiunse 2 gradi alla scala Mercalli (da quel momento nota come scala MC,  Mercalli-Cancani e successivamente come scala MCS, Mercalli-Cancani-Sieberg) portandola a 12 gradi.
Cancani fu un abile costruttore di sismografi e si occupò anche di rilevazione dell'epicentro strumentale dei terremoti.